# Giải bóng đá trong nhà cúp quốc gia 2022
Giải bóng đá trong nhà cúp quốc gia 2022 (tên gọi chính thức là Giải Futsal HDBank Cúp Quốc gia 2022) là giải futsal do VFF tổ chức lần thứ bảy của Giải bóng đá trong nhà cúp quốc gia.

## Các đội tham gia
Giải Futsal HDBank Cúp quốc gia 2022 có 7 đội bóng tham dự: Thái Sơn Nam, Sanvinest Khánh Hòa, Sài Gòn, Sahako, Cao Bằng, Tân Hiệp Hưng, Thái Sơn Bắc.

## Thể thức thi đấu
- 07 Đội chia hai bảng A và B (01 bảng 04 đội và 01 bảng 03 Đội) thi đấu vòng tròn 1 lượt để tính điểm xếp hạng tại mỗi bảng. Chọn 02 đội đứng đầu tại mỗi Bảng vào thi đấu Bán kết, Chung kết. (theo Sơ đồ và nguyên tắc bốc thăm xếp lịch thi đấu).

- Thể thức thi đấu các trận Bán kết và Chung kết: Các đội thi đấu theo thể thức loại trực tiếp một trận, nếu sau hai hiệp thi đấu chính thức có tỷ số hoà thì sẽ thi đá luân lưu 6m để xác định đội thắng.

## Địa điểm thi đấu
Tất cả các trận đấu từ vòng loại đến vòng chung kết đều diễn ra tại Nhà thi đấu Lãnh Binh Thăng, phường 8, Quận 11, Thành phố Hồ Chí Minh.

## Vòng bảng

### Bảng A
| VT | Đội                | ST | T | H | B | BT | BB | HS  | Đ | Giành quyền tham dự    |
| -- | ------------------ | -- | - | - | - | -- | -- | --- | - | ---------------------- |
| 1  | Thái Sơn Bắc       | 3  | 1 | 2 | 0 | 11 | 5  | +6  | 5 | Lọt vào Vòng chung kết |
| 2  | Savinest Khánh Hoà | 3  | 1 | 2 | 0 | 6  | 4  | +2  | 5 | Lọt vào Vòng chung kết |
| 3  | Sahako             | 3  | 1 | 2 | 0 | 8  | 4  | +4  | 5 |                        |
| 4  | Tân Hiệp Hưng      | 3  | 0 | 0 | 3 | 5  | 17 | −12 | 0 |                        |

1. 1 2 3  Điểm đối đầu: Thái Sơn Bắc 2, Savinest Khánh Hoà 2, Sahako 2 (TSB 2–2 SKH, SHK 1–1 TSB, SKH 1–1 SHK). Số bàn thắng đối đầu: Thái Sơn Bắc 3, Savinest Khánh Hoà 3, Sahako 2.
Sahako xếp thứ 3 do ghi ít bàn thắng đối đầu nhất. Thái Sơn Bắc và Savinest Khánh Hoà hòa về số bàn thắng đối đầu và hiệu số bàn thắng bại, và được xếp hạng bằng số bàn thắng ghi được.

| Thái Sơn Bắc                            | 2–2      | Sanvinest Khánh Hòa                    |
| --------------------------------------- | -------- | -------------------------------------- |
| Nguyễn Văn Tuấn 20' · Hoàng Sỹ Linh 40' | Chi tiết | Trần Văn Thanh 12' · Phan Khắc Chí 39' |

| Sahako | 6–2      | Tân Hiệp Hưng                                                          |
| --- | -------- | ---------------------------------------------------------------------- |
| Đoàn Minh Mẫn 7' · Ngô Ngọc Sơn 13' · Nguyễn Công Hải 20' (ph.l.n) · Trần Quang Toàn 24' · Lâm Tấn Phát 35', 36' | Chi tiết | Trần Đăng Thiện 16' · Trần Nhật Trung 31' (ph.l.n) · Trần Tấn Đông 35' |

| Tân Hiệp Hưng      | 1–3      | Sanvinest Khánh Hòa        |
| ------------------ | -------- | -------------------------- |
| Nguyễn Xuân An 12' | Chi tiết | Phan Khắc Chí 8', 34', 39' |

| Sahako              | 1–1      | Thái Sơn Bắc        |
| ------------------- | -------- | ------------------- |
| Trần Quang Toàn 13' | Chi tiết | Nguyễn Văn Tuấn 14' |

| Sanvinest Khánh Hòa | 1–1      | Sahako              |
| ------------------- | -------- | ------------------- |
| Phan Khắc Chí 32'   | Chi tiết | Trần Quang Toàn 12' |

| Thái Sơn Bắc                                                                 | 8–2      | Tân Hiệp Hưng                                           |
| ---------------------------------------------------------------------------- | -------- | ------------------------------------------------------- |
| Hoàng Sỹ Linh 3', 26' · Nguyễn Thành Tín 15', 30', 36' · An Lâm Tới 17', 36' | Chi tiết | Trần Gia Huy 2' · Nguyễn Công Hải 38' · Vũ Ngọc Lân 38' |

### Bảng B
| VT | Đội          | ST | T | H | B | BT | BB | HS | Đ | Giành quyền tham dự    |
| -- | ------------ | -- | - | - | - | -- | -- | -- | - | ---------------------- |
| 1  | Thái Sơn Nam | 2  | 2 | 0 | 0 | 10 | 1  | +9 | 6 | Lọt vào Vòng chung kết |
| 2  | Sài Gòn FC   | 2  | 1 | 0 | 1 | 4  | 5  | −1 | 3 | Lọt vào Vòng chung kết |
| 3  | Cao Bằng FC  | 2  | 0 | 0 | 2 | 1  | 9  | −8 | 0 |                        |

| Sài Gòn FC                                                              | 4–0      | Cao Bằng FC |
| ----------------------------------------------------------------------- | -------- | ----------- |
| Trần Tuyên 18', 40' · Nguyễn Văn Nghĩa 22' · Phạm Trương Hoàng Nam 40'< | Chi tiết |             |

| Cao Bằng               | 1–5      | Thái Sơn Nam                                                                          |
| ---------------------- | -------- | ------------------------------------------------------------------------------------- |
| Nguyễn Lâm Gia Thọ 21' | Chi tiết | Phạm Đức Hoà 15' · Dương Ngọc Linh 26' · Trần Văn Vũ 26' · Nguyễn Thịnh Phát 32', 39' |

| Thái Sơn Nam                                                                                            | 5–0      | Sài Gòn FC |
| --- | -------- | ---------- |
| Nguyễn Thịnh Phát 4' · Nguyễn Minh Trí 16' · Dương Ngọc Linh 17' · Nhan Gia Hưng 31' · Lý Đăng Hưng 39' | Chi tiết |            |

## Vòng chung kết

### Vòng bán kết
| Thái Sơn Bắc        | 1–2      | Sài Gòn FC                              |
| ------------------- | -------- | --------------------------------------- |
| - Từ Minh Quang 17' | Chi tiết | - Nguyễn Hồng Kông 14' - Trần Tuyên 19' |

| Thái Sơn Nam                                                                                             | 5–3      | Sanvinest Khánh Hòa                          |
| --- | -------- | -------------------------------------------- |
| - Trần Thái Huy 10' - Lê Quốc Nam 14' - Châu Đoàn Phát 5' - Nguyễn Thịnh Phát 18' - Nguyễn Mạnh Dũng 40' | Chi tiết | - Trần Văn Thanh 7', 33' - Mai Thành Đạt 10' |

### Trận tranh hạng ba
| Thái Sơn Bắc                                                   | 3–2      | Sanvinest Khánh Hòa                               |
| -------------------------------------------------------------- | -------- | ------------------------------------------------- |
| - Nguyễn Nhân Nam 4' - Nguyễn Văn Tuấn 15' - Hoàng Sỹ Linh 32' | Chi tiết | - Hoàng Sỹ Linh 28' (ph.l.nh) - Phan Khắc Chí 40' |

### Trận chung kết
| Sài Gòn FC | 6–4      | Thái Sơn Nam                                                              |
| --- | -------- | ------------------------------------------------------------------------- |
| - Nguyễn Mạnh Dũng 1' (ph.l.nh) - Phạm Trương Hoàng Nam 4' - Đỗ Viết Hoà Hiệp 5' - Nguyễn Trần Duy 16', 32' - Trần Tuyên 20' | Chi tiết | - Nguyễn Minh Trí 8', 25' - Trần Tuyên 16' (ph.l.nh) - Nguyễn Anh Duy 36' |

## Kết quả chung cuộc
- Đội Hạng Nhất : Đội Sài Gòn FC
- Đội Hạng Nhì : Đội Thái Sơn Nam
- Đội Hạng Ba : Đội Thái Sơn Bắc
- Đội đạt giải phong cách : Đội Thái Sơn Bắc
- Thủ môn xuất sắc nhất : Vũ Văn Khá – Đội Sài Gòn FC
- Cầu Thủ xuất sắc nhất : Trần Tuyên – Đội Sài Gòn FC
- Cầu Thủ ghi nhiều bàn thắng nhất: Phan Khắc Chí – 6 bàn thắng – Đội Sanvinest Khánh Hoà

## Truyền hình
Các trận đấu được truyền hình trực tiếp trên các kênh sóng VTC3, VTC8, VOVTV.